# U 129 (U-Boot, 1941)
U 129 war ein deutsches U-Boot vom Typ IX C, das im Zweiten Weltkrieg von der deutschen Kriegsmarine eingesetzt wurde.

## Geschichte
Der Auftrag für das Boot wurde am 7. August 1939 an die AG Weser in Bremen vergeben. Die Kiellegung erfolgte am 30. Juli 1940, der Stapellauf am 28. Februar 1941, die Indienststellung unter Kapitänleutnant Asmus-Nicolai Clausen fand am 21. Mai 1941 statt.
Das Boot gehörte nach seiner Indienststellung am 21. Mai 1941 bis zum 30. Juni 1941 als Ausbildungsboot zur 4. U-Flottille in Stettin. Nach der Ausbildung gehörte U 129 vom 1. Juli 1941 bis zum 18. August 1944 als Frontboot zur 2. U-Flottille in Lorient.
U 129 lief in seiner Dienstzeit zu zehn Unternehmungen aus, denen 29 Schiffe mit einer Gesamttonnage von 143.792 BRT versenkt wurden.

## Einsatzstatistik

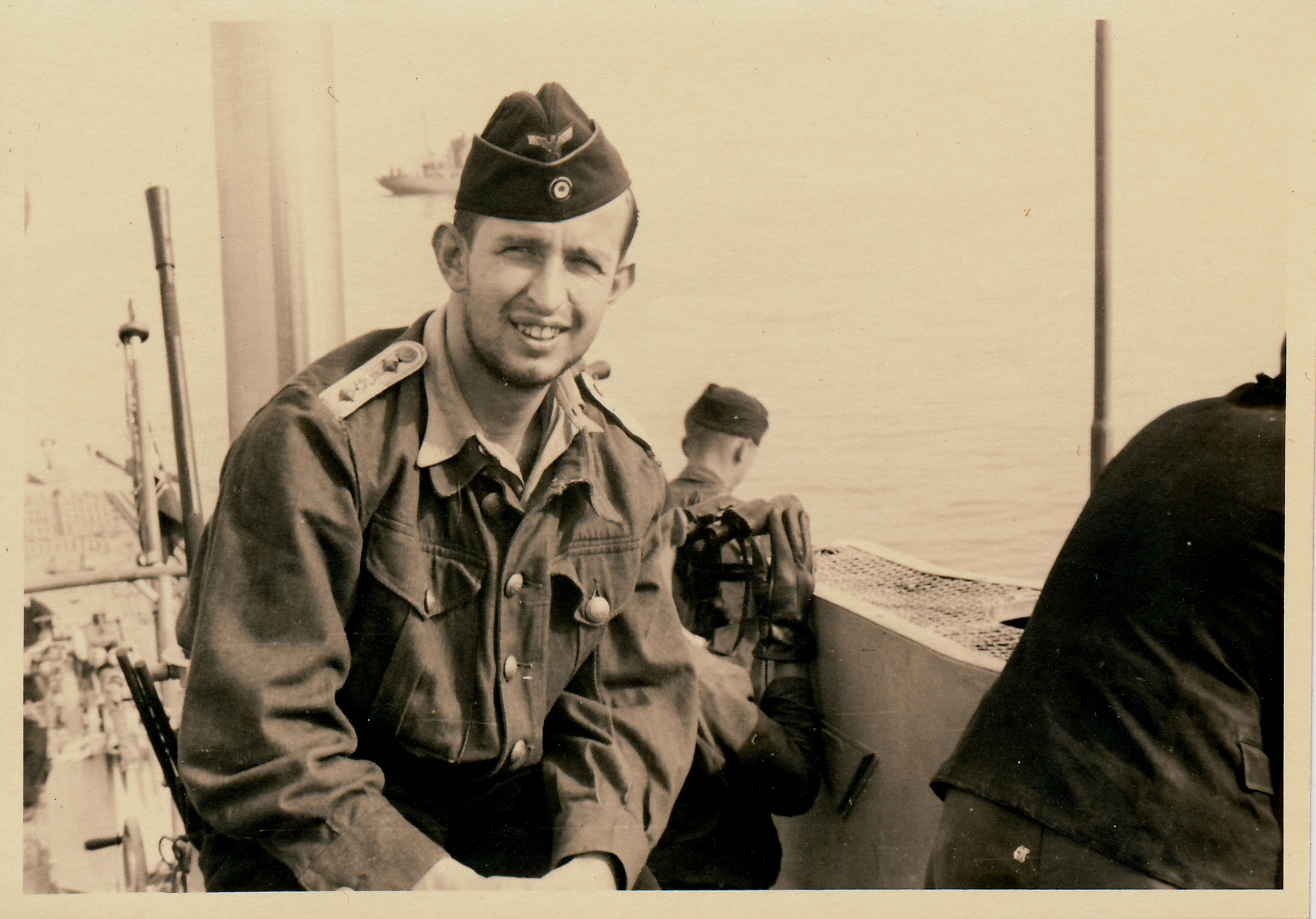
Armin Wandel, Bordarzt U 129 (Juli–Dezember 1941)

### Erste Unternehmung
Das Boot lief am 23. Juli 1941 um 5.00 Uhr von Kiel aus und lief am 24. Juli 1941 um 11.52 Uhr in Horten ein. Dort führte U 129 bis zum 1. August 1941 Tauchübungen bei der Agru-Süd durch. Es lief am 3. August 1941 um 13.10 Uhr von Horten aus und lief am 30. August 1941 um 11.50 Uhr in Lorient ein. Auf dieser 27 Tage dauernden und zirka 4.830 sm langen Unternehmung in den Nordatlantik, südwestlich von Island, wurden keine Schiffe versenkt oder beschädigt.

### Zweite Unternehmung
Das Boot lief am 27. September 1941 um 8.05 Uhr von Lorient aus und lief am 8. Oktober 1941 um 17.45 Uhr wieder dort ein. Auf dieser zwölf Tage dauernden Unternehmung in die Biskaya, Kap Finisterre, der spanischen Westküste und El Ferrol wurden keine Schiffe versenkt oder beschädigt. U 129 sollte den deutschen Blockadebrecher Kota Pinang (das Z-Schiff Klara) eskortieren. Das Schiff wurde am 3. Oktober 1941 vom britischen Kreuzer Kenya beim Kap Finisterre versenkt. U 129 nahm die 119 Überlebenden auf und setzte sie im spanischen Hafen El Ferrol ab.

### Dritte Unternehmung

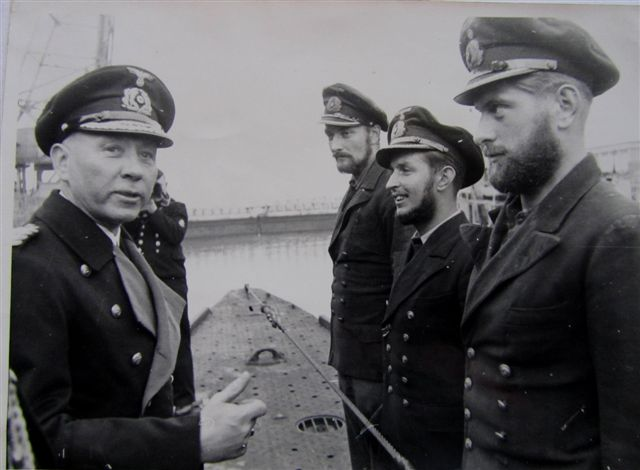
Admiral Lindau auf U 129 in Lorient (28. Dezember 1941)

Das Boot lief am 21. Oktober 1941 um 16.40 Uhr von Lorient aus und lief am 23. Oktober 1941 um 7.25 Uhr wegen Maschinenschaden wieder in Lorient ein. Es lief am 27. Oktober 1941 um 7.00 Uhr wieder von Lorient aus und lief am 28. Dezember 1941 um 14.30 Uhr wieder dort ein. Auf dieser 67 Tage dauernden und zirka 11.420 sm über und 111 sm unter Wasser langen Unternehmung in den Südatlantik und den Kapverdischen Inseln wurden keine Schiffe versenkt oder beschädigt. U 129 wurde am 18. November 1941 von deutschen Versorger Python mit Brennstoff versorgt. Nach der Versenkung der Python durch die Dorsetshire und der Rettung der Überlebenden durch U 68 wurden am 3. Dezember 1941 108 Mann von U 68 übernommen und der Rückmarsch angetreten. Am 16. Dezember 1941 wurden 70 Mann der Python an das italienische U-Boot Finzi abgegeben und 30 m³ Brennstoff übernommen.

### Vierte Unternehmung
Das Boot lief am 25. Januar 1942 um 19.00 Uhr von Lorient aus und lief am 5. April 1942 um 9.30 Uhr wieder dort ein. Auf dieser 70 Tage dauernden und zirka 10.620 sm über und 227 sm unter Wasser langen Unternehmung in den Mittelatlantik, Westatlantik, die Karibik und an die Guayana-Küste wurden sieben Schiffe mit 25.613 BRT versenkt.
- 20. Februar 1942: Versenkung des norwegischen Dampfers Nordvangen (Lage) mit 2.400 BRT. Der Dampfer wurde durch einen Torpedo versenkt. Es hatte Bauxit geladen und befand sich auf dem Weg von Paramaribo über Trinidad nach New Orleans. Es war ein Totalverlust mit 27 Toten.
- 23. Februar 1942: Versenkung des britischen Dampfers George L. Torain (Lage) mit 1.754 BRT. Der Dampfer wurde durch einen Torpedo versenkt. Er fuhr in Ballast und war auf dem Weg von Paramaribo (Suriname) nach Trinidad. Es gab 15 Tote und vier Überlebende.
- 23. Februar 1942: Versenkung des US-amerikanischen Dampfers West Zeda (Lage) mit 5.658 BRT. Der Dampfer wurde durch zwei Torpedos versenkt. Er hatte 6.500 t Stückgut und Magnesiumerz geladen und befand sich auf dem Weg von Kapstadt über Trinidad nach Philadelphia. Es gab keine Verluste, 35 Überlebende.
- 23. Februar 1942: Versenkung des britischen Dampfers Lennox (Lage) mit 1.904 BRT. Der Dampfer wurde durch zwei Torpedos versenkt. Er hatte Bauxit geladen und befand sich auf dem Weg von Paramaribo (Suriname) über Trinidad nach Port of Spain. Es gab zwei Tote und 18 Überlebende.
- 28. Februar 1942: Versenkung des panamaischen Dampfers Bayou (Lage) mit 2.605 BRT. Der Dampfer wurde durch einen Torpedo versenkt. Er hatte Manganerz geladen und befand sich auf dem Weg von Rio de Janeiro nach Kanada. Es gab einen Überlebenden.
- 3. März 1942: Versenkung des US-amerikanischen Dampfers Mary (Lage) mit 5.104 BRT. Der Dampfer wurde durch drei Torpedos versenkt. Er hatte Kriegsgüter geladen und befand sich auf dem Weg von New York und San Juan nach Suez. Es gab einen Toten und 34 Überlebende.
- 6. März 1942: Versenkung des US-amerikanischen Dampfers Steel Age (Lage) mit 6.188 BRT. Der Dampfer wurde durch zwei Torpedos versenkt. Er hatte 2.700 t Eisenerz und 8.000 t Jute geladen und befand sich auf dem Weg von Kalkutta nach New Orleans (USA). Es gab 34 Tote und einen Überlebenden.

### Fünfte Unternehmung
Das Boot lief am 20. Mai 1942 um 19.30 Uhr von Lorient aus und lief am 21. August 1942 um 13.50 Uhr wieder dort ein. Auf dieser 93 Tage dauernden und zirka 13.800 sm über und 618 sm unter Wasser langen Unternehmung in den Westatlantik, die Karibik und die Großen Antillen wurden elf Schiffe mit 41.571 BRT versenkt. U 129 wurde am 3. August 1942 von U 463 mit 40 m³ Brennstoff versorgt.
- 10. Juni 1942: Versenkung des norwegischen Motorschiffes L.A. Christensen (Lage) mit 4.362 BRT. Das Schiff wurde durch einen Torpedo versenkt. Er fuhr in Ballast und war auf dem Weg von Karatschi nach New York (USA). Es gab keine Verluste, 31 Überlebende.
- 12. Juni 1942: Versenkung des britischen Dampfers Hardwicke Grange (Lage) mit 9.005 BRT. Es handelte sich um ein allein fahrendes Schiff, das sich auf dem Weg von Newport News nach Buenos Aires befand. Der Dampfer hatte 700 t Fleisch geladen und stand unter dem Kommando von Captain Timothy McNamara. Kommandant Witt traf die Hardwicke Grange mit zwei Torpedos und ließ das Schiff anschließend mit Artillerie versenken. Dabei kamen drei Besatzungsmitglieder ums Leben, die im Maschinenraum der Hardwicke Grange eingesetzt waren. Die Überlebenden hatten unterschiedliche Schicksale. Zwanzig Personen konnten in einem Rettungsboot nach dreizehn Tagen auf See die Nordküste der Dominikanischen Republik. 23 Besatzungsmitglieder wurden durch das britische Tankschiff Athelprince aufgenommen und nach Kuba gebracht. 32 weitere Besatzungsmitglieder wurden von anderen Schiffen gerettet und nach Haiti und Jamaika gebracht.[1]
- 17. Juni 1942: Versenkung des US-amerikanischen Dampfers Millinocket (Lage) mit 3.274 BRT. Der Dampfer wurde durch einen Torpedo versenkt. Er hatte 4.300 t Bauxit geladen und befand sich auf dem Weg von St. Thomas nach Mobile. Es gab 11 Tote und 24 Überlebende.
- 27. Juni 1942: Versenkung des mexikanischen Tankers Tuxpam (Lage) mit 7.008 BRT. Der Tanker wurde durch einen Torpedo und Artillerie versenkt. Er fuhr in Ballast und war auf dem Weg von Veracruz nach Tampico. Es gab 8 Tote und 31 Überlebende.
- 27. Juni 1942: Versenkung des mexikanischen Tankers Las Choapas (Lage) mit 2.005 BRT. Der Tanker wurde durch einen Torpedo versenkt. Er hatte 160.000 Barrel Rohöl geladen und befand sich auf dem Weg von Minatitlán nach Tampico (Mexiko). Es gab vier Tote und 28 Überlebende.
- 1. Juli 1942: Versenkung des norwegischen Dampfers Cadmus (Lage) mit 1.855 BRT. Der Dampfer wurde durch einen Torpedo versenkt. Er hatte Bananen geladen und war auf dem Weg von Tela (Honduras) nach Galveston. Es gab zwei Tote und 20 Überlebende.
- 2. Juli 1942: Versenkung des norwegischen Motorschiffes Gundersen (Lage) mit 1.841 BRT. Das Schiff wurde durch einen Torpedo versenkt. Er hatte 16.255 Stauden Bananen geladen und befand sich auf dem Weg von Tela nach Galveston (USA). Es gab einen Toten und 22 Überlebende.
- 5. Juli 1942: Versenkung des sowjetischen Tankers Tuapse (Lage) mit 6.320 BRT. Der Tanker wurde durch einen Torpedo versenkt. Er fuhr in Ballast und war auf dem Weg von Durban nach New Orleans (USA). Es gab zehn Tote und 36 Überlebende.
- 12. Juli 1942: Versenkung des US-amerikanischen Dampfers Tachira (Lage) mit 2.325 BRT. Der Dampfer wurde durch einen Torpedo versenkt. Er hatte 2.100 t Kaffee und Kakao geladen und befand sich auf dem Weg von Barranquilla (Kolumbien) nach New Orleans (USA). Der Dampfer war bewaffnet mit einer 3-Inch-Kanone (7,92 cm). Es gab fünf Tote und 34 Überlebende.
- 19. Juli 1942: Versenkung des norwegischen Dampfers Port Antonio mit 1.266 BRT. Der Dampfer wurde durch einen Torpedo versenkt. Er hatte Kaffee geladen und befand sich auf dem Weg von Puerto Barrios nach New Orleans (USA). Es gab 13 Tote und 11 Überlebende.
- 23. Juli 1942: Versenkung des US-amerikanischen Dampfers Onondaga (Lage) mit 2.310 BRT. Der Dampfer wurde durch einen Torpedo versenkt. Er hatte Magnesiumerz geladen und befand sich auf dem Weg von Nuevitas (Kuba) nach Havana. Es gab 18 Tote und 14 Überlebende.

### Sechste Unternehmung
Das Boot lief am 28. September 1942 um 18.00 Uhr von Lorient aus und lief am 6. Januar 1943 um 10.50 Uhr wieder in Lorient ein. Auf dieser 99 Tage dauernden und zirka 12.900 sm über und 647 sm unter Wasser langen Unternehmung in den Westatlantik, die Karibik und nach Trinidad wurden fünf Schiffe mit 32.613 BRT versenkt. U 129 wurde am 27. Dezember 1942 von U 463 mit 45 m³ Brennstoff versorgt.
- 16. Oktober 1942: Versenkung des norwegischen Motorschiffes Trafalgar (Lage) mit 5.542 BRT. Das Schiff wurde durch einen Torpedo versenkt. Er hatte 7.900 t Stückgut inklusive 1.200 t Sonnenblumenöl, 2.400 t Felle sowie 200 t Quebracho geladen und befand sich auf dem Weg von Buenos Aires (Argentinien) nach New York (USA). Es gab keine Verluste, 43 Überlebende.
- 23. Oktober 1942: Versenkung des US-amerikanischen Dampfers Reuben Tipton (Lage) mit 6.829 BRT. Der Dampfer wurde durch vier Torpedos versenkt. Er hatte 8.300 t Stückgut inklusive 3.000 t Chromerz geladen und befand sich auf dem Weg von Port Elizabeth nach Trinidad und New York. Der Dampfer war bewaffnet mit 1 × 4 Inch, 4 × Kaliber 50 und 2 × Kaliber 30. Es gab drei Tote und 49 Überlebende.
- 30. Oktober 1942: Versenkung des US-amerikanischen Dampfers West Kebar (Lage) mit 5.620 BRT. Der Dampfer wurde durch zwei Torpedos versenkt. Er hatte 5.600 t Manganerz, 1.000 t Mahagoniholz und 950 t Palmöl geladen und befand sich auf dem Weg von Freetown (Sierra Leone) nach St. Thomas (Jungferninseln). Der Dampfer war Bewaffnet mit 1 × 4 Inch, 4 × 20 mm und 2 × Kaliber 30. Es gab 14 Tote und 43 Überlebende.
- 5. November 1942: Versenkung des US-amerikanischen Tankers Meton (Lage) mit 7.027 BRT. Der Tanker wurde durch einen Torpedo versenkt. Er hatte 66.000 Barrel Heizöl geladen und befand sich auf dem Weg von Curaçao nach Cienfuegos. Das Schiff gehörte zum Konvoi TAG-18. Es gab einen Toten und 50 Überlebende.
- 5. November 1942: Versenkung des norwegischen Tankers Astrell (Lage) mit 7.595 BRT. Der Tanker wurde durch einen Torpedo versenkt. Er hatte 10.500 t Rohöl geladen und befand sich auf dem Weg von Curacao nach Guantanamo Bay. Es gab keine Verluste, 42 Überlebende.

### Siebente Unternehmung
Das Boot lief am 11. März 1943 um 17.00 Uhr von Lorient aus und lief am 29. Mai 1943 um 14.35 Uhr wieder dort ein. Auf dieser 79 Tage dauernden und zirka 10.500 sm über und 705 sm unter Wasser langen Unternehmung in den Westatlantik, zu den Großen Antillen, vor Florida und in die Sargassosee wurden drei Schiffe mit 26.590 BRT versenkt. U 129 wurde am 21. Mai 1943 von U 459 mit 20 m³ Brennstoff versorgt.
- 2. April 1943: Versenkung des britischen Motorschiffes Melbourne Star (Lage) mit 11.076 BRT. Das Schiff wurde durch zwei Torpedos versenkt. Er hatte 8.285 t Militärgüter, inklusive Torpedos und Munition sowie 31 Passagiere an Bord und befand sich auf dem Weg von Liverpool und Greenock über Melbourne und Sydney nach Cristóbal. Es gab 114 Tote (darunter alle Passagiere) und vier Überlebende.
- 24. April 1943: Versenkung des US-amerikanischen Dampfers Santa Catalina (Lage) mit 6.507 BRT. Der Dampfer wurde durch drei Torpedos versenkt. Er hatte 6.700 t Panzer, Stahl, Autoreifen, Munition und Flugzeuge geladen und befand sich auf dem Weg von Philadelphia (USA) nach Basra. Der Dampfer war bewaffnet mit einer 5-Inch-Kanone und neun 20-mm-Maschinenkanonen. Es gab keine Verluste, 95 Überlebende.
- 4. Mai 1943: Versenkung des panamaischen Tankers Panam mit 7.277 BRT. Der Tanker wurde durch zwei Torpedos versenkt. Er fuhr in Ballast und war auf dem Weg von Hampton Roads zum Lake Charles. Es gab drei Tote und 48 Überlebende.

### Achte Unternehmung
Das Boot lief am 27. Juli 1943 um 12.45 Uhr von Lorient aus und lief am 5. September 1943 um 14.45 Uhr wieder dort ein. Auf dieser 40 Tage dauernden und 4.360 sm über und 1.070 sm unter Wasser langen Unternehmung im Mittelatlantik, westlich der Azorischen Inseln, wurde keine Schiffe versenkt oder beschädigt. Es wurden vier U-Boote versorgt.
- 16. August 1943: Versorgung von U 333 mit 30 m³ Brennstoff und Proviant für drei Wochen.
- 16. August 1943: Versorgung von U 571 mit 30 m³ Brennstoff und Proviant für zwei Wochen.
- 19. August 1943: Versorgung von U 618 mit 10 m³ Brennstoff und Proviant für acht Tage.
- 19. August 1943: Versorgung von U 600 mit 10 m³ Brennstoff.

### Neunte Unternehmung
Das Boot lief am 9. Oktober 1943 um 16.00 Uhr von Lorient aus und lief am 11. Oktober 1943 um 9.15 Uhr zu Reparaturen in St. Nazaire ein. Es lief am 12. Oktober 1943 um 18.15 Uhr wieder aus St. Nazaire aus und lief am 31. Januar 1944 um 10.15 Uhr wieder in Lorient ein. Auf dieser 114 Tage dauernden und 10.190 sm über und 3.197 sm unter Wasser langen Unternehmung in den Mittelatlantik, nach den Bermudas, Kap Hatteras, Florida sowie südlich von Neufundland wurde ein Schiff mit 5.441 BRT versenkt. U 129 wurde am 13. November 1943 von U 488 mit 80 m³ Brennstoff versorgt.
- 4. Dezember 1943: Versenkung des kubanischen Dampfers Libertad (Lage) mit 5.441 BRT. Der Dampfer wurde durch zwei Torpedos versenkt. Er hatte 8.000 t Zucker geladen und befand sich auf dem Weg nach Baltimore (USA). Es gab 25 Tote und 18 Überlebende.

### Zehnte Unternehmung
Das Boot lief am 22. März 1944 um 18.30 Uhr von Lorient aus und lief am 19. Juli 1944 um 6.02 Uhr wieder dort ein. Auf dieser 119 Tage dauernden und 8.508 sm über und 3.645 sm unter Wasser langen Unternehmung in den Südatlantik, zur brasilianischen Südostküste und vor Rio de Janeiro wurden zwei Schiffe mit 11.964 BRT versenkt. U 129 wurde am 16. April 1944 von U 488 mit 55 m³ Brennstoff versorgt.
- 6. Mai 1944: Versenkung des britischen Dampfers Anadyr (Lage) mit 5.321 BRT. Der Dampfer wurde durch zwei Torpedos versenkt. Er hatte 7.791 t Stückgut geladen und befand sich auf dem Weg von New York (USA) über Trinidad nach Kapstadt (Südafrika) und Port Elizabeth (Südafrika). Das Schiff gehörte zum aufgelösten Konvoi TJ-30. Es gab 14 Tote und 34 Überlebende.
- 11. Mai 1944: Versenkung des britischen Dampfers Empire Heath (Lage) mit 6.643 BRT. Der Dampfer wurde durch einen FAT-Torpedo versenkt. Er hatte Eisenerz geladen und befand sich auf dem Weg von Vitória (Brasilien) über Freetown (Sierra Leone) nach Loch Ewe. Es war ein Totalverlust mit 56 Toten.

## Verbleib
Das Boot wurde am 18. August 1944 in Lorient selbst versenkt. Es konnte aus Mangel an Ersatzteilen nicht mehr nach Norwegen verlegt werden. Am 10. Mai 1945 erst amerikanische Beute, wurde es den Franzosen übergeben, die es zur Wiederherstellung von U 123 ausschlachteten. Die Reste wurden 1946 abgebrochen.